# Kierra Smith
Kierra Smith (Vancouver, 1 de febrero de 1994) es una deportista canadiense que compite en natación. Ganó una medalla de bronce en el Campeonato Mundial de Natación de 2019, en la prueba de 4 × 100 m estilos.

## Palmarés internacional
| Campeonato Mundial | Campeonato Mundial      | Campeonato Mundial | Campeonato Mundial |
| Año                | Lugar                   | Medalla            | Prueba             |
| ------------------ | ----------------------- | ------------------ | ------------------ |
| 2019               | Gwangju (Corea del Sur) | Medalla de bronce  | 4 × 100 m estilos  |